# Armelle Khourdoïan
Armelle Khourdoïan, née en 1986 à Marseille, est une soprano classique française d'origine arménienne.

## Biographie
Armelle Khourdoïan effectue sa formation musicale au conservatoire de Marseille dès l'âge de six ans. En 2003, elle commence à chanter avec Gayané Hovhannisyan dans le chœur de l'Harmonie de l'Estaque,. Elle intègre ensuite le Conservatoire national supérieur de musique et de danse de Paris, puis l'atelier lyrique de l'Opéra de Paris.
Elle joue en 2009 le rôle de l'Amour (Orphée, Gluck) à l’Opéra-Ballet de Saint-Pétersbourg, puis interprète la Fée-Marraine (Cendrillon en Vaudevilles, Laruette) à l'Opéra Comique et à l'Opéra de Reims, Flaminia (Il mondo della luna, Haydn), Lucia (The Rape of Lucretia (le viol de Lucrèce), Britten) au Théâtre de l'Athénée, Belinda (Didon et Enée, Purcell) au Théâtre du Châtelet pour "Les Nuits de la Voix", Zerlina (Don Giovanni, Mozart), Despina (Così fan tutte, Mozart), l'Amour et Clarine (Platée, Rameau) à l'Opéra national de Paris. Elle apparaît également à l'Amphithéâtre Bastille, au Palais Garnier, au Théâtre des Bouffes-du-Nord, à l'Auditorium du Louvre, à de nombreux festivals tels que Midsummer Festival, Festival de Saintes, Festival Pablo Casals, Août Musical de Deauville, La Nuit du Classique avec l'Orchestre Philharmonique de Marseille, entre autres.
Elle est la Révélation artiste lyrique de l'Adami 2014,.
En 2016, elle débute à La Scala de Milan dans les rôles du Feu, de la Princesse et du Rossignol dans L'Enfant et les Sortilèges; elle crée le rôle de Margot dans Le Mystère de l'écureuil bleu de Dupin à l'Opéra Comique et au Théâtre Impérial de Compiègne ; en 2017, elle donne un récital à l'Opéra de Chambre de Varsovie, où elle chante des airs de Mozart.
En 2018, elle se rend au sixième Grand concert de la Francophonie, au Palais des Nations à Genève ; elle joue également le rôle de L'Amour dans Pygmalion (Rameau), dirigé par Emmanuelle Haïm et mis en scène par Robyn Orlin à Dijon ; elle chante aux Chorégies d'Orange dans le cadre de l’émission de France 3 « musiques en fête ».
Elle est issue d'une famille d'originaire arménienne composée de quatre enfants, elle est la sœur de la violoniste Saténik Khourdoïan.